# Banco Nacional Checo

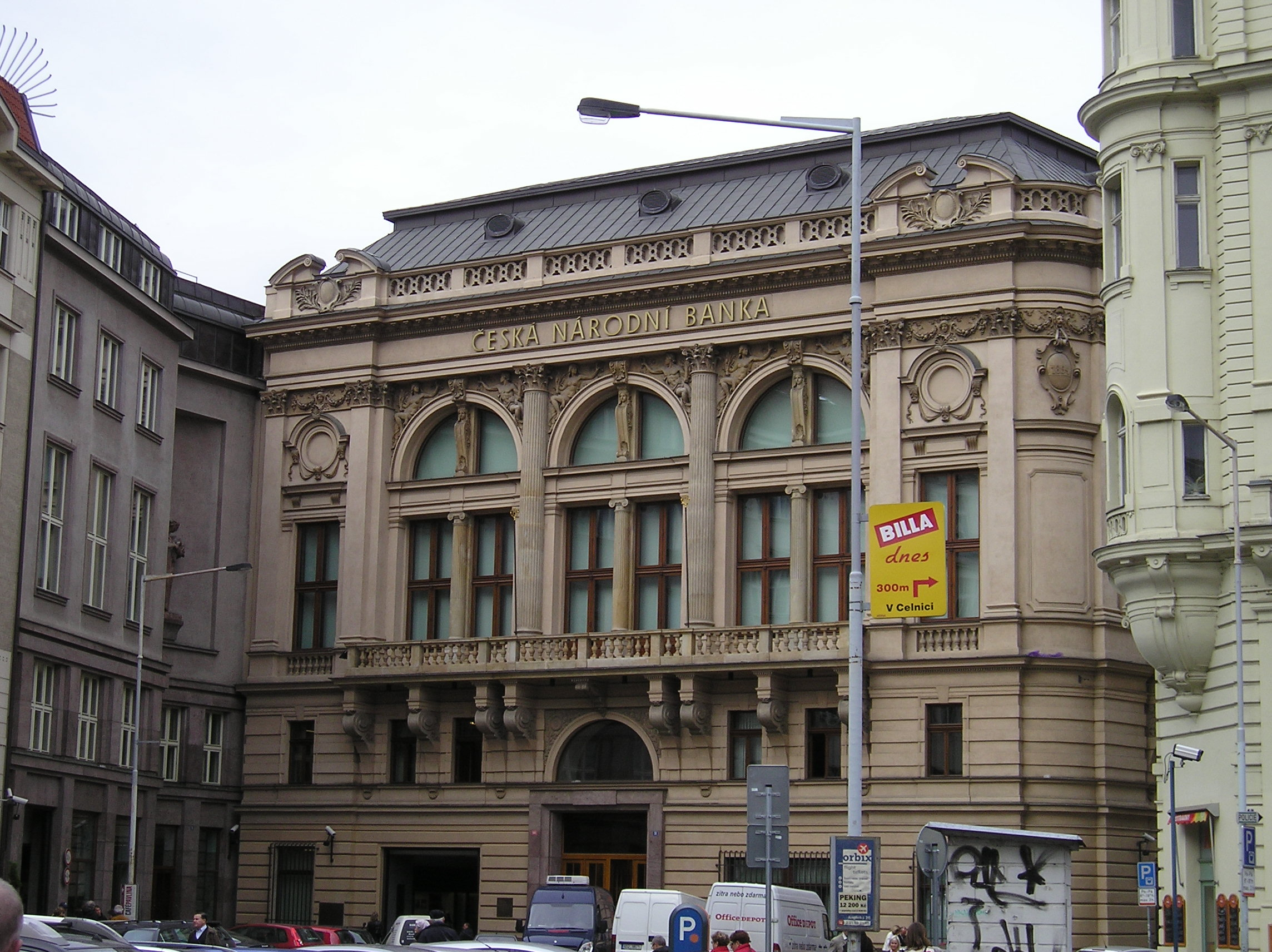
Vista de la entrada trasera de la sede del Banco Nacional de Chequia en Praga.

El Banco Nacional Checo (en checo: Česká národní banka, ČNB) es el banco central y el supervisor del mercado financiero de la República Checa; tiene su sede en Praga. El gobernador del Banco es Aleš Michl. De acuerdo con sus objetivos primordiales, el ČNB establece la política monetaria, emite billetes y monedas y gestiona la circulación de la moneda, el sistema de pagos y la liquidez entre los bancos. También realiza la supervisión del sector bancario, el mercado de capitales, la industria aseguradora, los fondos de pensiones, las cooperativas de crédito y las instituciones de dinero electrónico, así como la supervisión del intercambio de divisas.

## Objetivos
El primer objetivo del ČNB según lo establecido en la ley específica es la estabilidad de precios. Es segundo objetivo es de dar respaldo al un crecimiento económico sostenible. El objetivo es estabilizar la inflación en torno al 2,0% anual.

## Consejo de administración
- Gobernador: Aleš Michl
- Vicegobernador: Jan Frait
- Vicegobernador: Eva Zamrazilová
- Consejero: Jan Kubíček
- Consejero: Karina Kubelková
- Consejero: Jan Procházka
- Consejero: Jakub Seidler

Fuente:

## Instrumentos de la política monetaria
Los bancos pueden depositar el exceso de liquidez de un día en el ČNB con un interés de descuento y pueden dejarlo prestado a la noche según el interés lombardo. Esto crea un diferencial de interés que crea un movimiento de la masa monetaria a corto plazo en el mercado. Además el ČNB dirige las operaciones de mercado abierto en forma de reportos. La duración básica es dos semanas. Mediante la absorción de liquidez, el ČNB persigue influir en los intereses a corto plazo que subsecuentemente afectan a la actividad económica, el flujo de capitales y la inflación.